# قاعدگی

عادت ماهانه

قاعدگی (به انگلیسی: menstruation یا period) که عادت ماهانه، دَشتان، پِریود یا حیض هم گفته می‌شود، به جاری شدن خون از پوشش داخلی رَحِم گفته می‌شود که به‌طور منظم در جنس ماده در گونه‌های خاصی از پستانداران از دوران بلوغ تا دوران یائسگی رخ می‌دهد. معمولاً این عادت ماهانه در زنان باردار و شیرده اتفاق نمی‌افتد و بروز قاعدگی در این دوران‌های خاص از زندگی زنان متوقف می‌شود. مدت خون‌ریزی قاعدگی برای چندروز، معمولاً ۵–۳ روز طول می‌کشد، اما بین ۱۵–۲ روز نیز می‌تواند متغیر باشد. هر سیکل قاعدگی به‌طور متوسط ۲۸ روز طول می‌کشد، یک سیکل قاعدگی طبیعی بین ۲۱ تا ۳۵ روز متغیر است.

## ترکیب خون قاعدگی
اگرچه برخی افراد از اصطلاح خون قاعدگی استفاده می‌کنند، ولی ترکیب قاعدگی برای نامیدن جریان قاعدگی صحیح‌تر به نظر می‌رسد. در حقیقت ترکیب قاعدگی از مقداری خون، موکوس سرویکس (مخاط دهانهٔ رحم)، ترشحات واژن و بافت اندومتر رحم تشکیل شده‌است. رنگ ترکیب قاعدگی قهوه‌ای متمایل به قرمز، کمی تیره‌تر از رنگ خون است.
بسیاری از زنان با ریزش بافت پوششی اندومتر رحم طی قاعدگی مواجه می‌شوند. ریزش اندومتر به صورت قطعاتی از بافت رحم که با خون مخلوط است تظاهر می‌یابد، اغلب این قطعات بافتی، «لخته قاعدگی» نامیده می‌شود. این لخته قاعدگی معمولاً در زنانی که جریان خون قاعدگی شدیدتری از متوسط نرمال دارند، رخ می‌دهد. گاهی لخته قاعدگی به اشتباه سقط زودرس رویان تلقی می‌شود. آنزیمی موسوم به پلاسمین که در بافت اندومتر رحم وجود دارد مانع از تشکیل لخته در ترکیب مایع قاعدگی می‌شود.
مقدار آهن از دست رفته در هر سیکل قاعدگی نسبتاً ناچیز است. در یک مطالعه زنانی که در سن قبل از دوران یائسگی قرار داشتند و علایم کمبود آهن را نشان می‌دادند تحت آندوسکوپی قرار گرفتند. ۸۶ درصد از این زنان دچار یک بیماری در دستگاه گوارش بودند و به اشتباه به خون‌ریزی قاعدگی نسبت داده شده بود.
اولین تجربهٔ قاعدگی در سن بلوغ «منارک» نامیده می‌شود. متوسط سن بروز منارک ۱۳ سالگی است هر چند که بروز آن می‌تواند از ۸ تا ۱۸ سالگی متغیر باشد.
دوران قبل از پسا قاعدگی به زمانی گفته می‌شود که قدرت باروری زنان کاهش می‌یابد و دفعات خون‌ریزی قاعدگی کاهش می‌یابد. پسا قاعدگی به زمانی که خون‌ریزی قاعدگی در یک زن کاملاً متوقف می‌شود و دیگر بارور نخواهد شد گفته می‌شود، در کشورهای غربی، پسا قاعدگی معمولاً در اواخر دهه ۴۰ و ۵۰ رخ می‌دهد.

## تجربیات فیزیکی
در بسیاری از زنان، تغییرات فیزیکی متعددی در ارتباط با تغییرات طبیعی سطح هورمون‌های جنسی طی دوران قاعدگی رخ می‌دهد و با انقباضات عضلات رحم (کرامپ قاعدگی)، که در قاعدگی ایجاد می‌شود، همراه می‌شود. زنان ممکن است با احتباس آب، تغییر در فعالیت جنسی، خستگی، دردناک شدن پستان‌ها، یا تهوع مواجه شوند. تورم بافت پستانی و احساس ناراحتی در پستان‌ها در نتیجهٔ احتباس آب ایجاد می‌شود. این احساسات گاهی خفیف هستند و گاهی شدید. رژیم غذایی سالم، کاهش مصرف نمک، کافئین و الکل و برنامهٔ ورزشی مرتب در کنترل تغییرات فیزیکی مرتبط با قاعدگی مؤثر است. معمولاً از این تغییرات فیزیکی مرتبط با قاعدگی به سندرم پیشاقاعدگی یاد می‌شود. این احساسات از یک شخص به شخص دیگر و از یک چرخه تا چرخه‌ای دیگر متغیر است.

## دردهای شکمی قاعدگی
در طی دوران قاعدگی بسیاری از زنان دردهای شکمی شدیدی را تجربه می‌کنند که ناشی از انقباض عضلات رحم و عضلات شکمی اطراف رحم برای بیرون راندن مایع قاعدگی است. اعتقاد بر این است که انقباضات عضلانی رحم با افزایش شدن اسیدهای چرب و چیلی موسوم به پروستاگلاندین از بافت پوششی رحم تولید می‌شود. این، کرامپ دیسمنوره اولیه یا دردهای قاعدگی نامیده می‌شود. دیسمنورهٔ اولیه معمولاً طی یک تا دو سال اول زندگی رخ می‌دهد و ممکن است تا دوران یائسگی ادامه یابد، اما در بسیاری از زنان به تدریج علائم دیسمنوره بعد از اواسط ۲۰ سالگی فروکش می‌نماید.
گاهی علایم دیسمنوره در زنان ناتوان‌کننده است و علت این که چرا در بعضی این علائم وجود دارد و در بعضی وجود ندارد، نامشخص است. نشانه‌های شدید شامل درد انتشار یابنده به هیپ، پشت و ران، تهوع و اسهال یا یبوست مکرر است. درمان بر روی افزایش پروستاگلندین با تجویز داروهای ضد پروستاگلندین‌ها ویا ضدبارداری متمرکز است. داروهای ضدالتهابی غیر استروئیدی شامل ایبوپروفن و ناپروکسن نیز ممکن است این علائم را سرکوب کنند.

## تجربیات روانی
بعضی از زنان اختلالات روانی را طی قاعدگی تجربه می‌کنند. این اختلالات از تحریک‌پذیری تا خستگی یا گریه کردن متغیر است. نام این تغییرات روحی-روانی، سندرم پیش از قاعدگی (پی.ام. اس) است و شیوع آن از ۳۰–۳٪ گزارش شده‌است. علائم تشدید شده پیش از قاعدگی ممکن است ناشی از اختلال ملال پیش از قاعدگی باشد که نیاز به درمان دارد. این اختلالات عبارتند از اضطراب یا افسردگی. به ندرت، در کسانی که استعداد ژنتیکی اپیزودهای روان-آشوبی دارند، قاعدگی ممکن است منجر به آغاز روان-آشوبی قاعدگی شود.

## خون‌ریزی غیرطبیعی رحم
یک دوره قاعدگی طبیعی در یک خانم در سن باروری شامل حدود ۲۸ روز است که در ۷–۳ روز آن خون‌ریزی مختصری به اندازه ۸۰–۲۰ میلی لیتر رخ می‌دهد. خون‌ریزی غیرطبیعی رحم وقتی است که الگوی فوق از نظر مدت یا مقدار خون‌ریزی تغییر کند.
انواع خون‌ریزی غیرطبیعی رحم بسیار متنوع‌اند مانند
1. پلی منوره که دوره قاعدگی کمتر از بیست و یک روز است.
2. اولیگومنوره که دوره قاعدگی بیشتر از سی و پنج روز است.
3. هایپرمنوره که میزان خون‌ریزی بیش از هفت روز است.
4. متروراژی که خون‌ریزی نامنظم است.
5. منوراژی که حجم خون‌ریزی بیش از هشتاد میلی لیتر است.

علل این مشکلات نیز متنوع است از جمله عفونت، آی‌یودی، فشار روانی، کیست تخمدان، سوءتغذیه، بدخیمی، اختلالات هورمونی، مصرف دارو و حاملگی.

## موارد جاذب خون قاعدگی
| Disposable sanitary napkin |  | Tampon in plastic applicator |
| نوار بهداشتی               |  | تامپون با فروبرنده پلاستیکی  |

بسیاری از زنان از موارد متعددی برای جذب خون‌ریزی استفاده می‌کنند، از جمله نوار بهداشتی، تامپون، فنجان قاعدگی، انواع پدها، حوله و …
نوار بهداشتی دستمالی است که از نظر ظاهری همانند پوشک نوزادان و کوچکتر از آن است، زنان در دوران عادت ماهانه برای جلوگیری از نفوذ خون خارج شده از فَرْج خود به لباس آن را درون لباس زیر خود قرار می‌دهند.

تامپون کاربردی همانند نوار بهداشتی دارد اما برخلاف نوار بهداشتی که بیرون از فرج قرار می‌گیرد، در داخل مهبل فرومی‌رود و با جذب خون مانع بیرون آمدن آن از بدن می‌شود. جنس آن معمولاً از پنبه است و با استفاده از یک فروکننده در داخل مهبل قرار داده می‌شود. در انتهای آن نخی وجود دارد که برای بیرون کشیدن آن استفاده می‌شود. 

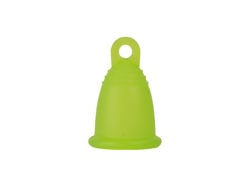
کاپ قاعدگی یک وسیلهٔ بهداشتی و پزشکی است که افراد هنگام پریود شدن از آن استفاده می‌کنند. وخون خارج شده از واژن را جمع‌آوری می‌کند.

## چرخه قاعدگی

دوره قاعدگی (قرمز)، باروری (بنفش) و ناباروری (سبز) به‌طور تقریبی

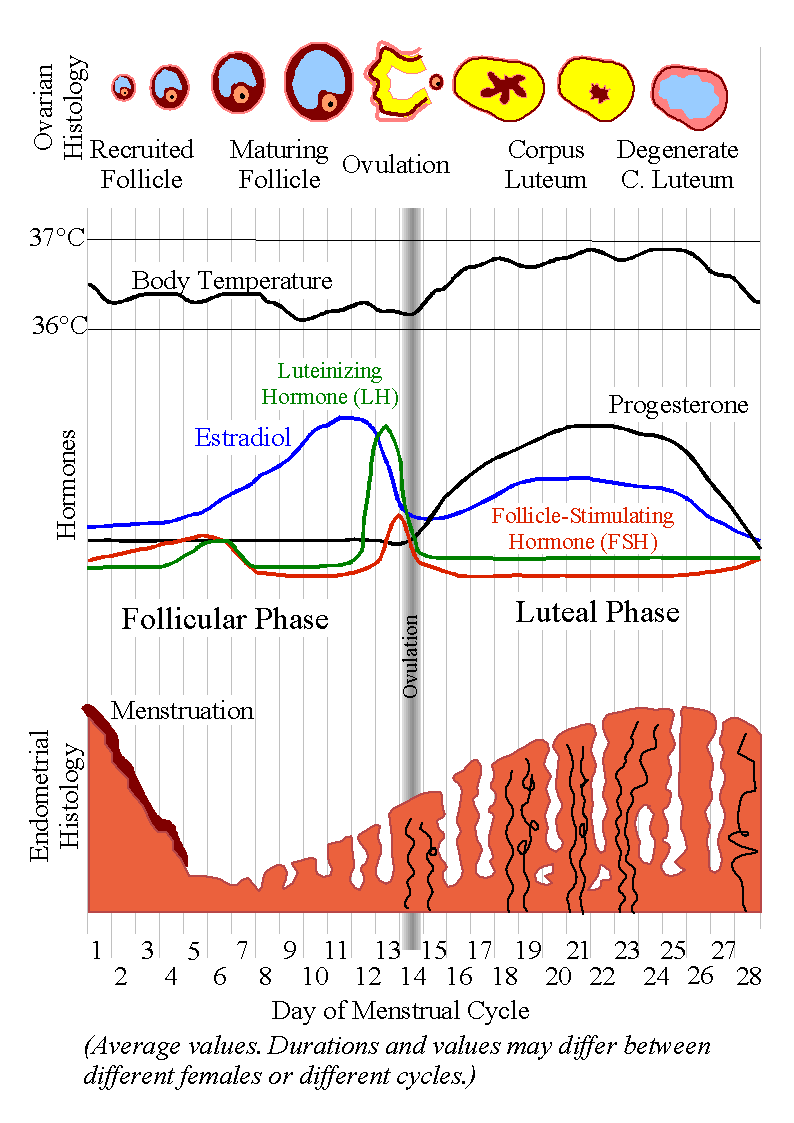
چرخهٔ قاعدگی

چرخهٔ قاعدگی یا سیکل قاعدگی در واقع تغییرات فیزیولوژیکی است که در زنان بارور جهت تولیدمثل جنسی رخ می‌دهد و هر ماه یک تخمک بالغ شده و آمادهٔ تشکیل جنین می‌شود. در این مدت به تدریج بافت رحم نیز آمادهٔ نگهداری جنین می‌شود. اگر لقاح صورت نگیرد، تخمک دفع شده و بافت پوششی رحم ریزش می‌کند (قاعدگی). این فرایند به‌طور طبیعی در دوران باروری جنسی گونه‌های پستانداران ماده رخ می‌دهد. چرخهٔ قاعدگی زنان در دوران بارداری و شیردهی متوقف می‌شود و به همین ترتیب در این زمان است که تست‌های حاملگی از نوع Bonded به سرعت توانایی تشخیص احتمال بارداری را دارند. چرخهٔ قاعدگی از دوران بلوغ تا زمان یائسگی ادامه می‌یابد. مدت خون‌ریزی قاعدگی برای چندروز، معمولاً ۳–۵ روز طول می‌کشد، اما بین ۲–۸ روز نیز می‌تواند متغیر باشد. هر سیکل قاعدگی به‌طور متوسط ۱۰ روز طول می‌کشد، یک سیکل قاعدگی طبیعی بین ۲۱ تا ۳۵ روز متغیر است. حجم متوسط خون‌ریزی در هر سیکل ماهانه قاعدگی ۳۵ میلی‌لیتر است.
سیکل یا چرخه قاعدگی جهت حفظ باروری در زنان و تحت کنترل سیستم اندوکرین ایجاد می‌شود. این سیکل به سه مرحله تقسیم می‌شود:
1. مرحله یا فاز فولیکولر : عادت‌ ماهانه یا پریودی، معمولاً از روز اول تا پنجم سیکل قاعدگی طول می‌کشد. پریود زنان در صورتی اتفاق می‌افتد که بارداری رخ ندهد؛ در این صورت، پوشش داخلی دیواره رحم از بین می‌رود و از طریق واژن خارج می‌شود. بسیاری از بانوان این سوال را دارند که قاعدگی منظم چند روز است. برای پاسخ به این سوال باید بدانید که اگرچه اکثر خانم‌ها به مدت سه تا پنج روز خونریزی دارند، اما چرخه پریودی 3 تا 7 روز نیز کاملا طبیعی است و جای نگرانی ندارد.مرحله بعدی که در دل همین مرحله است از روز ششم تا چهاردهم سیکل قاعدگی انجام می‌شود. در این مدت، سطح هورمون استروژن افزایش پیدا می‌کند که باعث رشد و ضخیم شدن پوشش داخلی رحم (آندومتر) می‌گردد.  علاوه بر این، هورمون‌‌های دیگر مانند هورمون محرک فولیکول (FSH)، باعث رشد فولیکول‌ها در تخمدان‌ها می‌شوند. در طی روزهای 10 تا 14، یکی از فولیکول‌های در حال رشد، به‌ یک تخمک کاملا بالغ تبدیل می‌گردد.
2. مرحله یا فاز اوولاسیون یا تخمک گذاری :  اگر سیکل قاعدگی شما 28 روز باشد، این مرحله تقریبا در روز 14 رخ می‌دهد. در این مرحله، افزایش ناگهانی هورمون لوتئینیزه کننده (LH)، باعث می‌شود که یک تخمک از تخمدان آزاد شود. به این مرحله در سیکل قاعدگی، تخمک گذاری گفته می‌شود.
3. مرحله یا فاز لوتِئال : این مرحله روزهای 15 تا 28‌ سیکل قاعدگی را تشکیل می‌دهد. پس از تخمک گذاری، تخمک شروع به حرکت از طریق لوله‌های فالوپ به سمت رحم می‌کند.همزمان، سطح هورمون پروژسترون برای کمک به آماده‌سازی پوشش رحم برای بارداری افزایش پیدا می‌کند. اگر تخمک توسط اسپرم بارور شود، به دیواره رحم (لانه گزینی) می‌چسبد. همچنین، اگر بارداری رخ ندهد، سطح استروژن و پروژسترون کاهش می‌یابد و پوشش ضخیم رحم، در طول پریودی از بدن خارج می‌شود. (منبع)

اگرچه بعضی منابع تقسیم‌بندی دیگری دارند:
1. فاز قاعدگی یا خونریزی
2. فاز تکثیری یا پرولیفراتیو
3. فاز ترشحی

هر سیکل قاعدگی از اولین روز شروع خون‌ریزی قاعدگی شروع می‌شود.
روش‌های هورمونی جلوگیری از بارداری با تغییر در سطح هورمون‌های بدن از بارداری جلوگیری می‌کنند.